# Gyretes pygidialis
Gyretes pygidialis is een keversoort uit de familie van schrijvertjes (Gyrinidae). De wetenschappelijke naam van de soort is voor het eerst geldig gepubliceerd in 1946 door Balfour-Browne.